# Rayners Lane (stanice metra v Londýně)
Rayners Lane je stanice metra v Londýně, otevřená roku 1906. V letech 1910-1933 se stanice nacházela na District Line. Dnes se nachází na těchto linkách:
- Piccadilly Line - od roku 1933 (mezi stanicemi South Harrow a Eastcote nebo zde linka končí)
- Metropolitan Line (mezi stanicemi West Harrow a Eastcote)

| Rok  | Počet cestujících |
| ---- | ----------------- |
| 2011 | 3,98 mil          |
| 2012 | 3,95 mil          |
| 2013 | 4,08 mil          |
| 2014 | 4,37 mil          |